# Jan II Cypryjski
Jan II Cypryjski, Jan II de Poitiers-Lusignan (ur. 16 maja 1418, zm. 28 lipca 1458) – król Cypru w latach 1432–1458. Starszy syn króla Janusa Cypryjskiego i jego drugiej żony, Charlotty de Burbon-La Marche (córki Jana I, hrabiego La Marche).
Na początku lat 30. XV w. ojciec Jana, król Janus starał się dla niego o rękę polskiej królewny Jadwigi Jagiellonki, ale córka Władysława Jagiełły zmarła, zanim strony zakończyły negocjacje. Między rokiem 1435 i 1440 poślubił Amadeę Paleolog z Montferratu, córkę Jana Jakuba, markiza Montferratu. Amadea zmarła bezdzietnie 13 września 1440 roku. Jego drugą żoną została Helena Paleolog, córka Teodora II Paleologa, despoty Morei, i jego żony, Kleope Malatesty (Teodor był synem cesarza Manuela II i Heleny Dragas).
Po śmierci Jana II tron odziedziczyła jego jedyna ślubna córka (z Heleną) – Charlotta Cypryjska. Jan miał nieślubnego syna z Mariettą z Patras – Jakuba Bastarda – który jednak w wieku 16 lat został arcybiskupem Nikozji. Jakub nie był dobrym kandydatem na duchownego; tytułu pozbawiono go po tym, jak zamordował królewskiego szambelana w 1457 roku. Jego ojciec przebaczył mu jego zbrodnię i wkrótce przywrócił na dawne stanowisko. Jakub i Helena Paleolog byli zaciekłymi wrogami, walczyli między sobą o wpływ na Jana. Helena zmarła w 1458 roku i wtedy zapowiadało się na to, że Jan mianuje Jakuba swoim oficjalnym następcą, ale Jan zmarł, zanim zdążył to zrobić.
Jan był ostatnim ślubnym potomkiem (w męskiej linii) Rajmunda z Poitiers, księcia Antiochii, młodszego syna Wilhelma IX, księcia Akwitanii.